# Jean-Jacques Castoldi

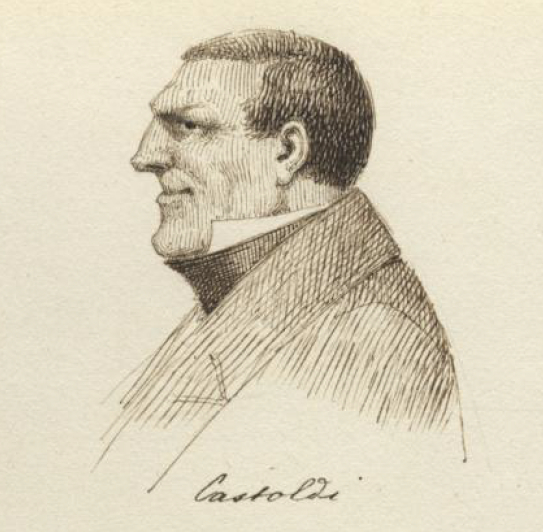
Karikatur, ca. 1860

Jean-Jacques Castoldi (* 11. November 1804 in Genf; † 26. April 1871 ebenda) war ein Schweizer Politiker und Richter. Von 1848 bis 1851 gehörte er dem Nationalrat an, von 1852 bis 1857 war er Staatsrat des Kantons Genf.

## Biografie

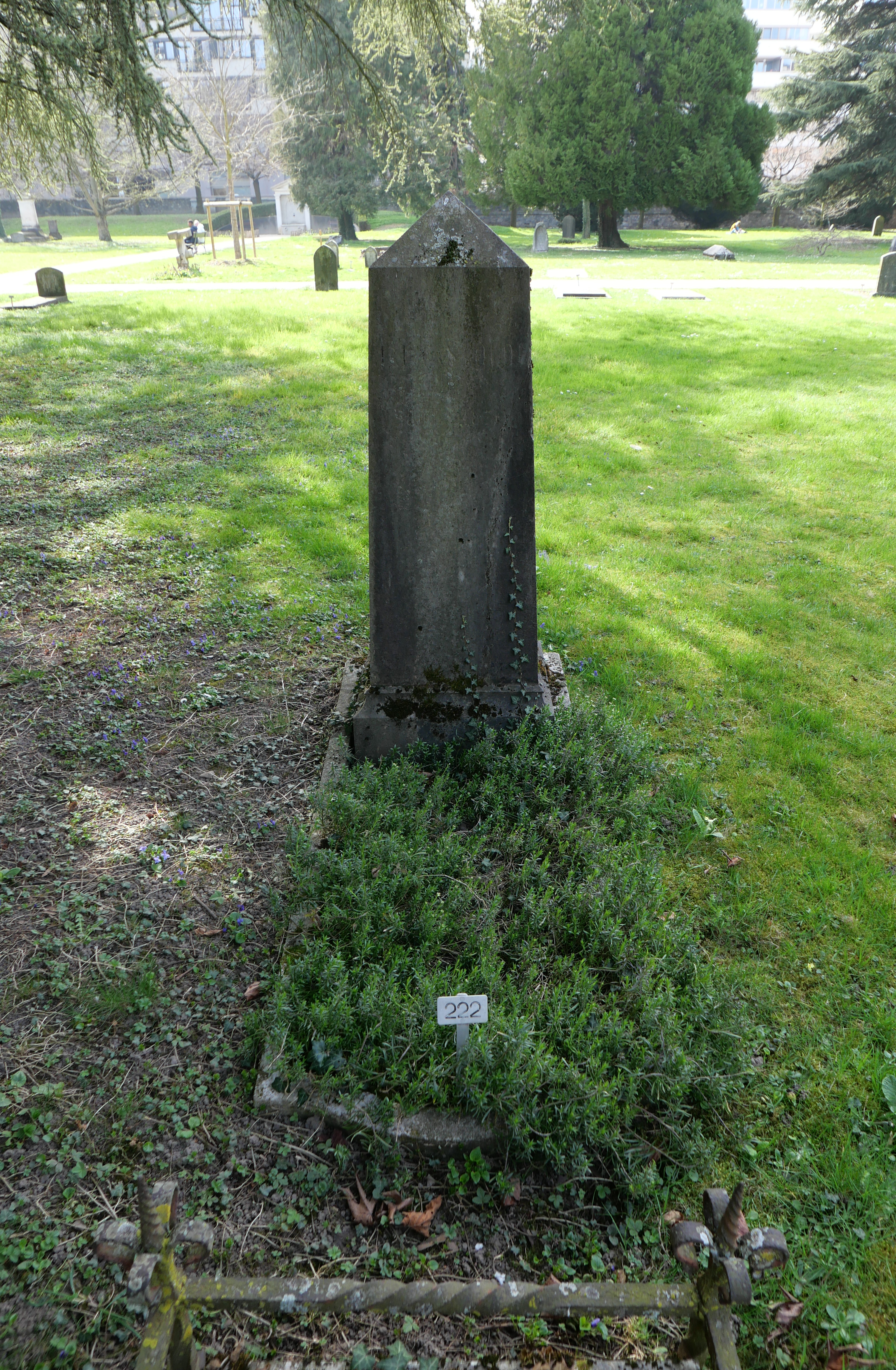
Castoldis Grab auf dem Cimetière des Rois in Genf

Der Sohn eines ursprünglich aus Mailand stammenden Händlers studierte Recht an den Universitäten Genf und Paris. 1827 liess er sich in der Stadt Genf einbürgern. Nach dem Studienabschluss war er ab 1830 als Rechtsanwalt tätig. Castoldi war ein gemässigter Radikaler und Gegner von James Fazy. Als Abgeordneter des Verfassungsrates war er 1842 an der Ausarbeitung einer neuen Kantonsverfassung beteiligt. In den Jahren 1842/43, 1848 bis 1850 und 1851 bis 1853 gehörte er dem Genfer Stadtrat an.
Nachdem er 1846/47 Mitglied des provisorischen Staatsrates gewesen war, wurde Castoldi 1848 in den Grossen Rat gewählt, dem er fast ein Vierteljahrhundert lang bis zu seinem Tod angehörte. Zusätzlich war er von 1853 bis 1855 als Staatsrat für die Ressorts Justiz und Polizei zuständig. Castoldi kandidierte mit Erfolg bei den Nationalratswahlen 1848, drei Jahre später kandidierte er jedoch nicht mehr. 1847 und 1849 lehnte er Berufungen zum Professor ab. Von 1852 bis 1857 amtierte er als Bundesrichter, von 1852 bis 1869 als Richter am kantonalen Kassationsgericht.